# Felícia de Roucy
Felícia de Roucy ou Felícia de Ramerupt (c. 1060 — 3 de maio de 1123) foi rainha consorte de Aragão e de Navarra como a segunda esposa de Sancho I de Aragão. Ela era a filha mais nova de Hilduíno IV de Montdidier e de Adelaide de Roucy.

## Biografia

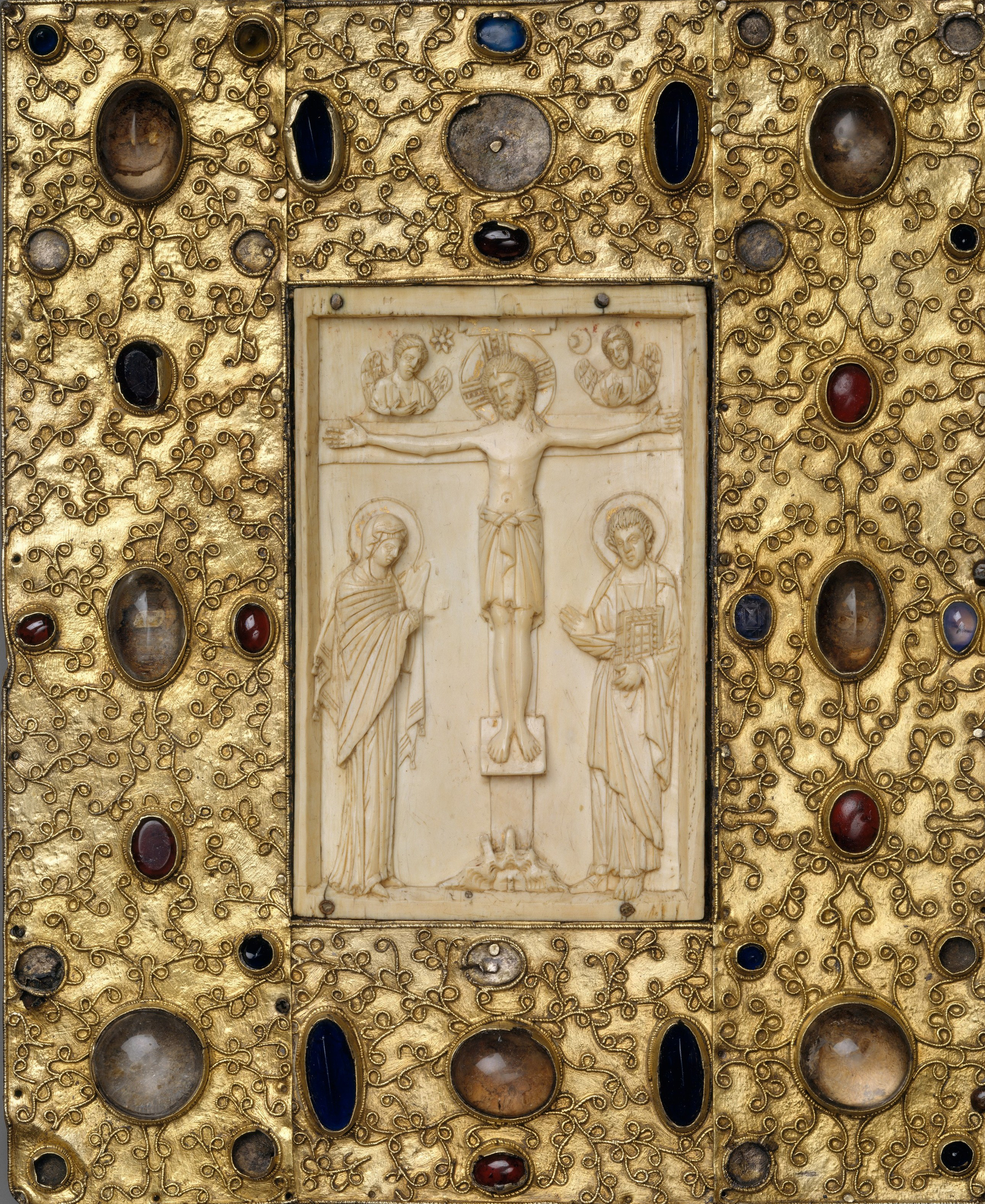
Evangeliário de Felícia

Felícia se casou por volta de 1076, com Sancho I de Aragão, como sua segunda esposa. Este havia tido seu primeiro casamento, com Isabel de Urgel, anulado devido ao grau de consaguinidade. Ele era filho de Ramiro I de Aragão e de Ermesinda de Foix.
A ascensão de Sancho ao trono de Navarra mais tarde naquele ano fez de Felícia a primeira rainha aragonesa a ser também rainha consorte de Navarra.
Felícia sobreviveu a seu esposo por 29 anos, tendo ainda sobrevivido a seu enteado, Pedro I de Aragão. Faleceu com cerca de 63 anos, já no 19º ano do reinado de seu filho Afonso, e seu corpo foi sepultado no mosteiro de San Juan de la Peña.

## Descendência
Eles tiveram três filhos, dos quais dois foram reis, os últimos da Dinastia de Jiménez:
- Fernando (m. c. 1086);
- Afonso I (Jaca, c. 1082 - Almuniente, 7 de setembro de 1134), rei de Aragão e de Navarra;
- Ramiro II (1086 - Huesca, 16 de agosto de 1157), rei de Aragão.